# 役行者山
役行者山（えんのぎょうじゃやま）は、京都市内で行われる祇園祭の後祭にて毎年7月24日に巡行する山鉾である。

## 概要
役行者山は応仁の乱の前から存在する舁山（かきやま）で御神体は役行者と一言主神（ひとことぬしのかみ）、葛城神（かつらぎのかみ）の三体である。上段中央の洞の中に役行者が経典と錫杖を手にして鎮座しており、その左に一言主神、右に葛城神が鎮座している。
名称は、修験道の開祖として知られる役行者が一言主神などの神を呼び寄せ、葛城山・大峰山に橋梁を設けた事に由来する。一言主神に使用されている着物は、平成8年（1996年）に作られており、葛城神の着物も翌々10年（1998年）に新しく作られている。
裾に使用されているのは江戸時代中期に作られた西山勘七作の絵巻である。
宵山の7月23日の昼過ぎには聖護院門跡配下の山伏による問答と採燈護摩が毎年行なわれている。また、後祭が復活した2014年の巡行から巡行列に山伏が随行するようになっている。

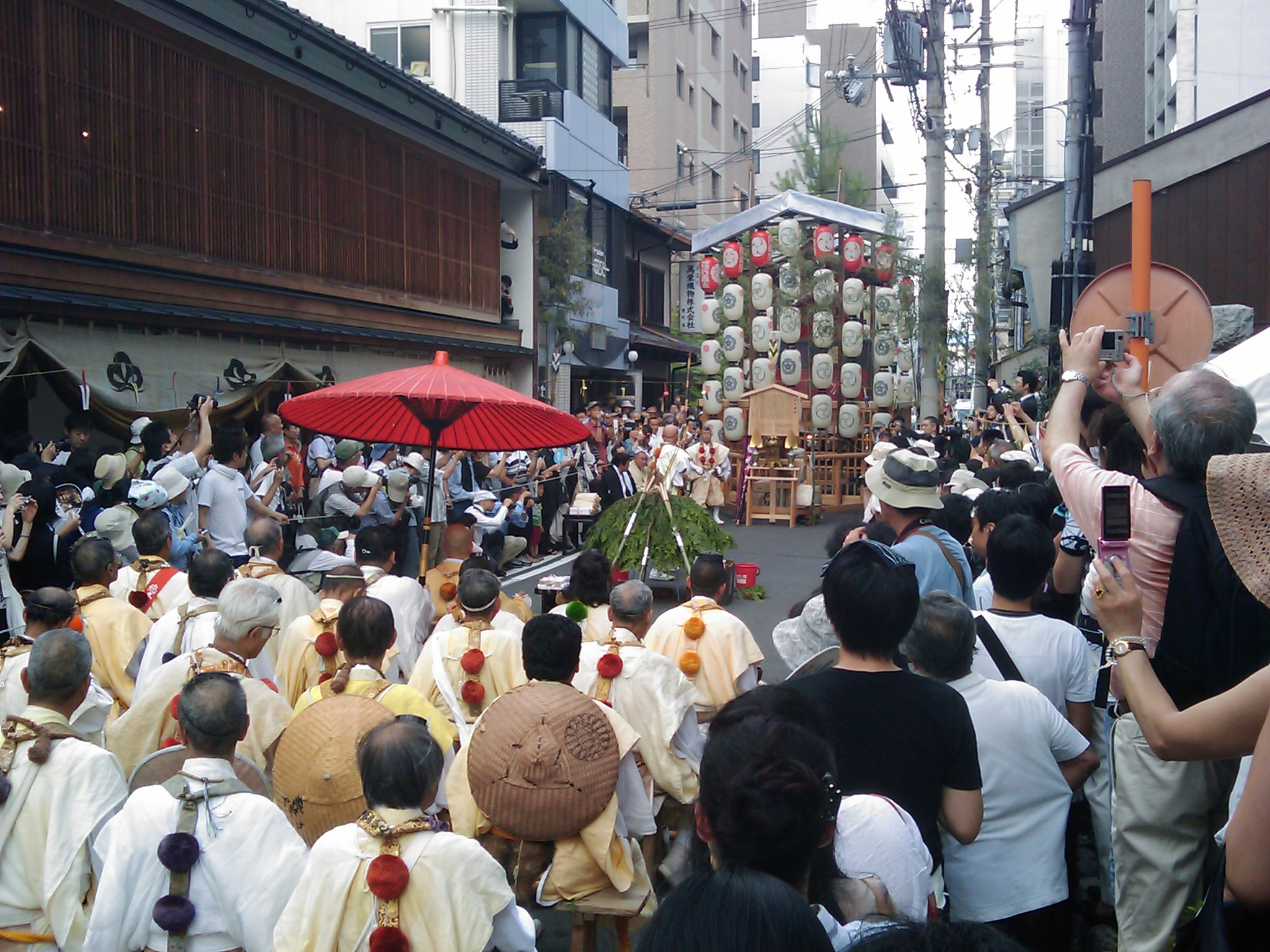
本山派山伏による採燈護摩

## 所在地
室町通三条上ル役行者町